# دميتريفكا (بلاغويفغراد)
دميتريفكا (Дмитрівка) هي مدينة في مقاطعة بلاغويفغراد في أوكرانيا. يبلغ عدد سكانها حوالي 3600   نسمة.